# مشألة
قول ما شاء الله، تعبيرا عن التقدير والفرح والثناء أو الشكر لهذا الحدث أو الشخص الذي تم ذكره فقط. وتحقيقًا لهذا، يتم استخدامها كتعبير عن الاحترام، بينما في نفس الوقت بمثابة تذكير بأن جميع الإنجازات التي تحققت هي وفقًا لإرادة الله، وتُقال هذه العبارة عمومًا عند سماع خبر سارّ أو رؤية شيء جميل، وبعض الناس قد تستخدم هذه العبارة لحماية أنفسهم من الغيرة والحسد.

## في القرآن

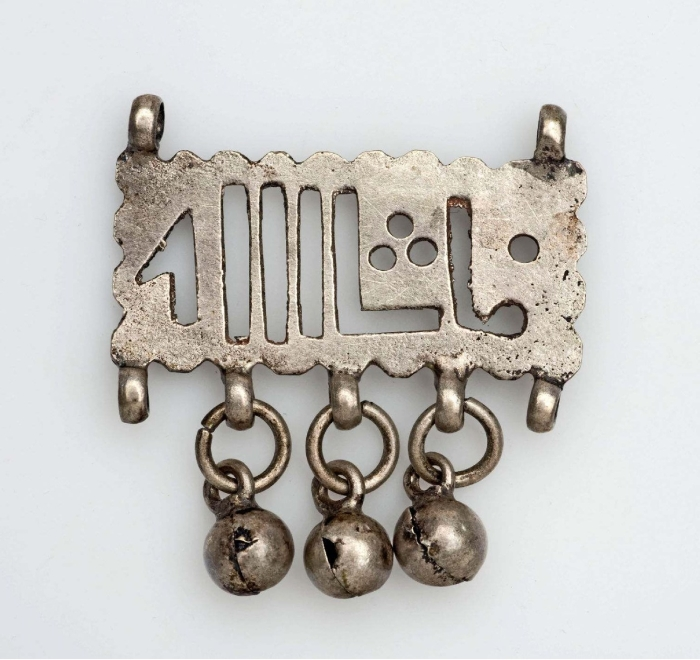

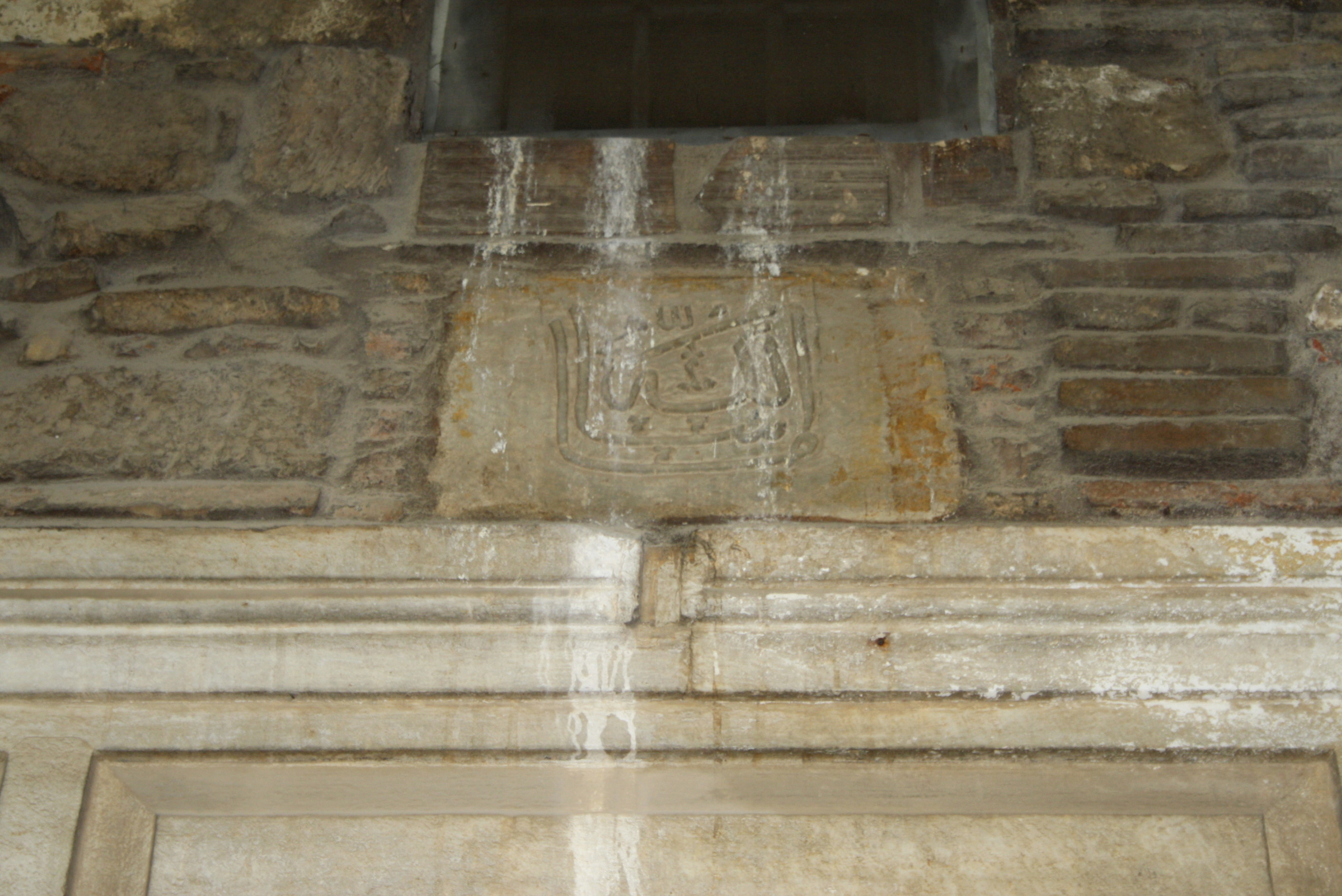
عبارة ما شاء الله تعلو بوابة جامع الفتحية العثماني بأثينا اليونان

﴿وَلَوْلَا إِذْ دَخَلْتَ جَنَّتَكَ قُلْتَ مَا شَاءَ اللَّهُ لَا قُوَّةَ إِلَّا بِاللَّهِ إِنْ تَرَنِ أَنَا أَقَلَّ مِنْكَ مَالًا وَوَلَدًا ۝٣٩﴾ - سورة الكهف

## بين الشعوب غير العربية
وَجدت هذه العبارة أيضًا طريقها إلى اللغة العامية للعديد من الشعوب غير العربية، مثل الفرس، والأتراك (يلفظونها «maşallah»)، والأكراد، والبوشناق، والألبان والمسلمين والأردية الناطقين من جنوب آسيا (يلفظونها «ماشا الله»)، وبعض من شعوب البلقان الذين عاشوا تحت الحكم التركي، بما في ذلك بعض الذين ليسوا من العقيدة الإسلامية (الصرب الذين يقولون «ماشالا»). وأيصًا وُجدت عند البلغار المسيحيين، وكثيرًا ما يقولون «ماشالا» (машала) لتهنئة شخص ما.